# Nấm tử thần
Amanita phalloides, thông thường được gọi là nấm tử thần, là một loại nấm có độc trong ngành Nấm đảm (Basidiomycota), một trong nhiều loài của chi Amanita. Phân bố rộng rãi khắp châu Âu, A. phalloides gắn liền với những cây quả nón (tùng bách) và có lá rụng theo từng thời kỳ nhất định. Với cơ thể có thể thích nghi, phạm vi sinh sống của nó đang mở rộng ở nhiều quốc gia sau khi nó tình cờ được du nhập cùng với cây sồi, cây hạt dẻ, và cây thông. Phần có quả thể lớn (nghĩa là tai nấm), xuất hiện vào mùa hè và mùa thu, thường hơi ngả màu xanh lá cây với cuống trắng và lá tia.Cấu tạo của nó được làm từ mũ nấm,phiến nấm,cuống nấm,sợi nấm,vòng cuống nấm và bao gốc nấm
 Tư liệu liên quan tới Amanita phalloides tại Wikimedia Commons

## Hình ảnh

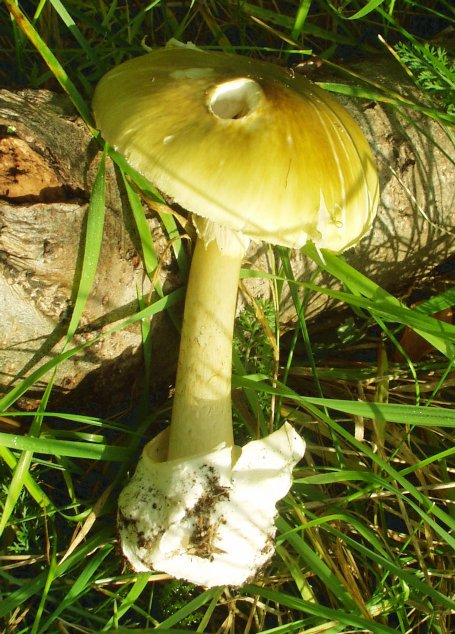
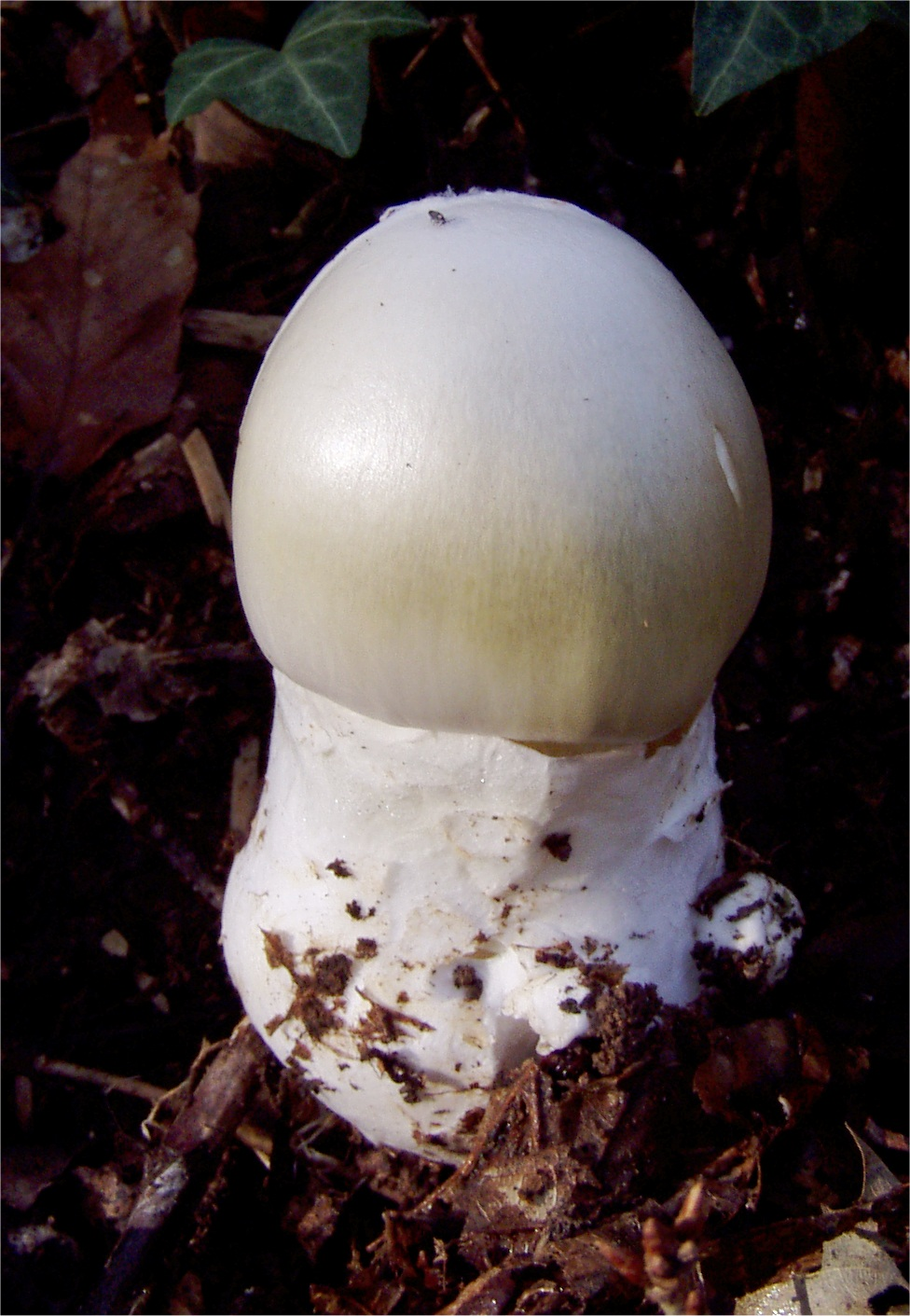
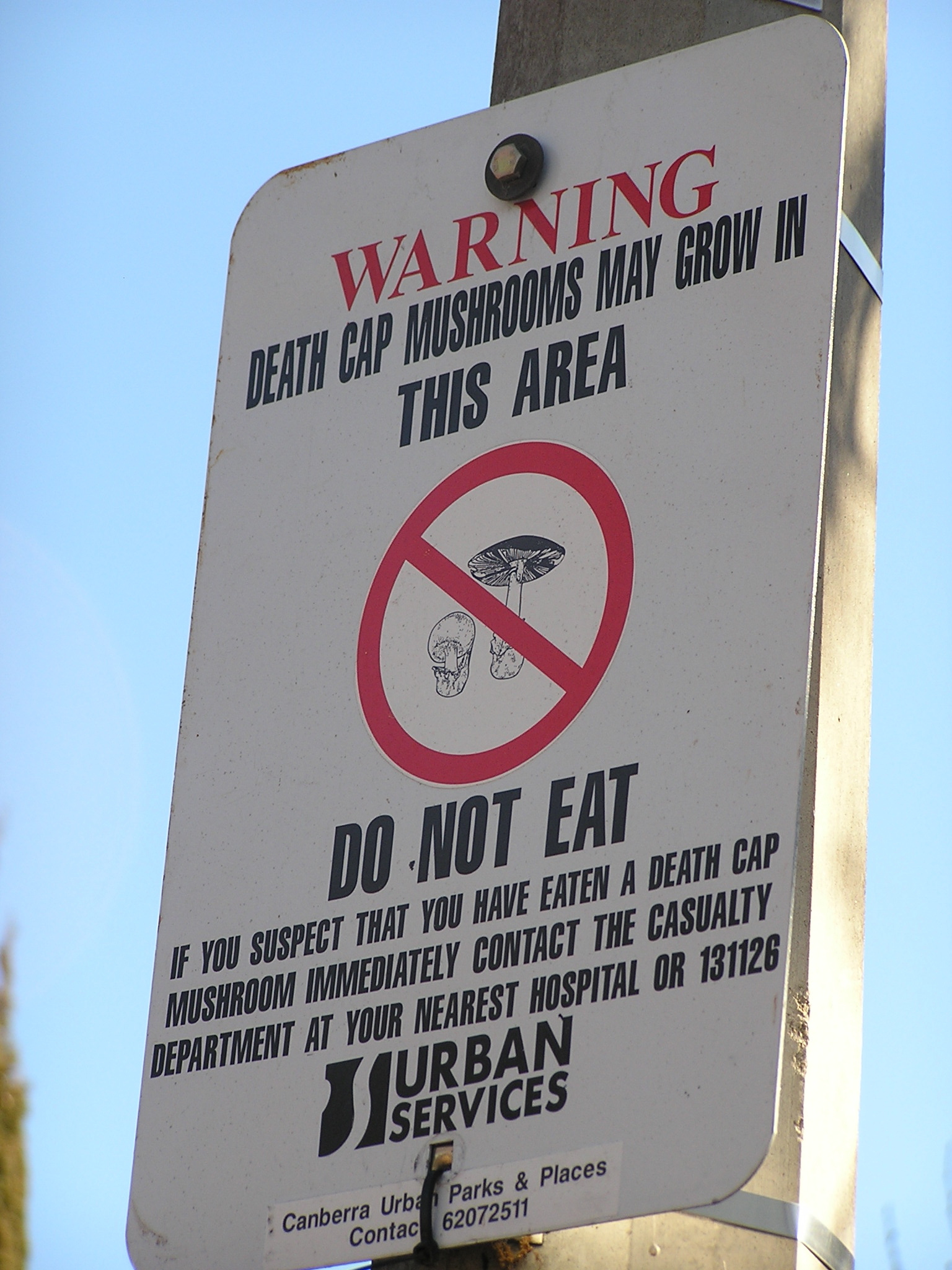
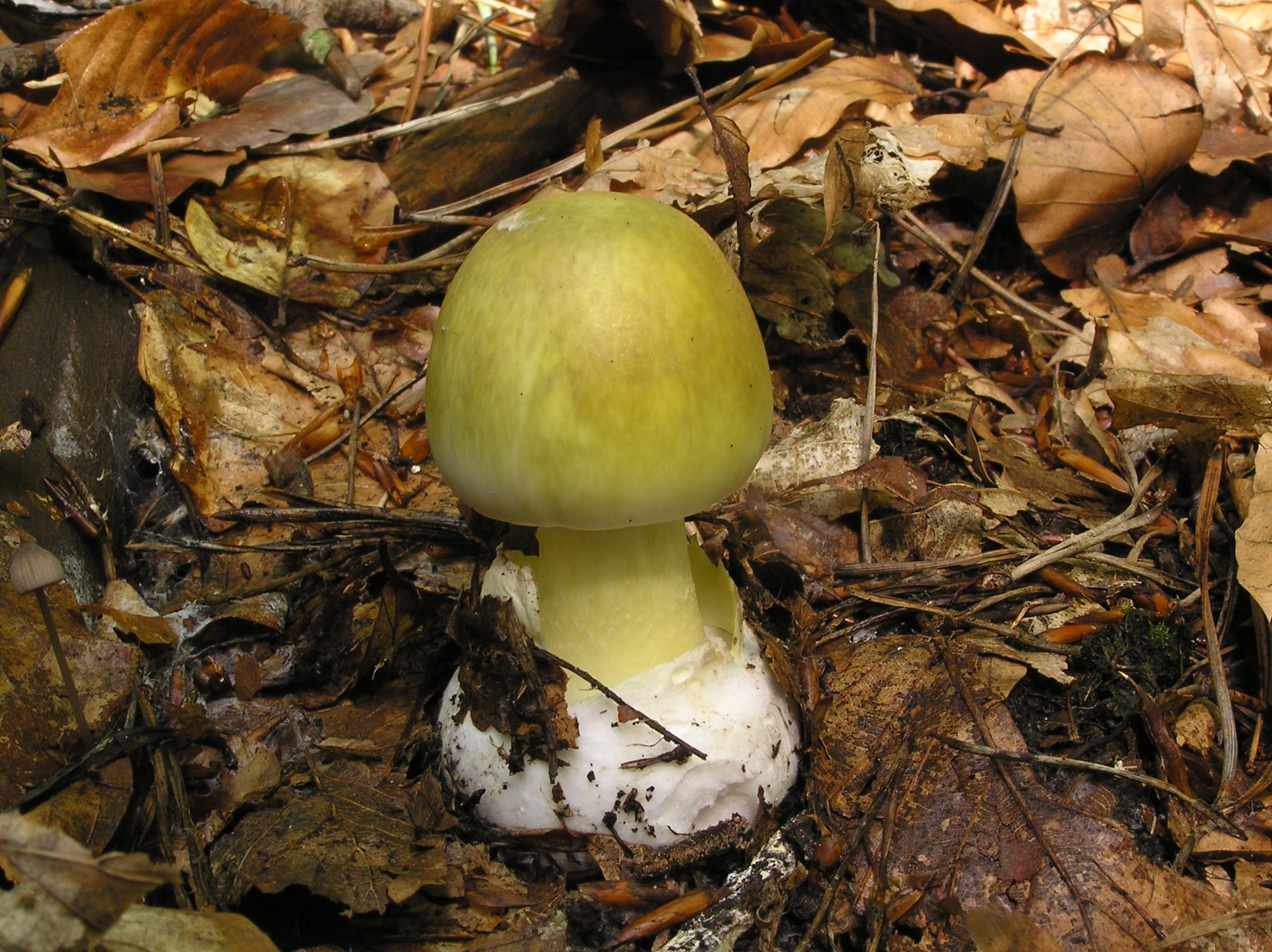